# Malin Björk
Pour les articles homonymes, voir Björk (homonymie).
Malin Björk, née le 22 mai 1972 à Göteborg, est une femme politique suédoise, membre du Parti de gauche (V).

## Biographie
Elle est élue députée européenne lors des élections européennes de 2014. Elle siège au sein de la Gauche unitaire européenne/Gauche verte nordique, dont elle est vice-présidente.
En avril 2014, Björk a refusé de boucler sa ceinture de sécurité à bord d'un avion suédois après avoir appris que l'avion allait transporter un demandeur d'asile iranien sur le point d'être expulsé. En conséquence, l'homme a été transféré à un autre endroit, où il a par la suite obtenu un permis de résidence permanente en Suède.
Elle est vice présidente de l'intergroupe LGBTI du parlement européen depuis 2015.
Elle vit à Bruxelles avec sa conjointe et leurs deux enfants.
Lors de la neuvième législature du Parlement européen (2019-2024), elle est rapporteur de l'un des textes du Pacte sur la migration et l'asile.